# Rödögd myrfågel
Rödögd myrfågel (Rhopornis ardesiacus) är en fågel i familjen myrfåglar inom ordningen tättingar.

## Utseende och läte
Rödögd myrfågel är en stor (19 cm) och grå myrfågel med karakteristiskt röd ögoniris. Hanen är askgrå ovan, ljusare under och med en svart triangelformad fläck på strupen. Den långa stjärten är svartaktig, vingarna likaså med tunna vita vingband. Näbben är också relativt lång och svartaktig. Honan liknar hanen men är brunare, med rostbrunt på panna, hjässa och nacke, ljusare undersida, vitaktig strupe och mer brunaktigt öga. Sången består av en serie med sex eller sju ljusa och vassa "kíu", medan lätet är ett metalliskt "tchíek".

## Utbredning och systematik
Fågelns utbredningsområde sträcker sig över höglandet i östra Brasilien (sydöstra Bahia och nordöstra Minas Gerais). Den  placeras som enda art i släktet Rhopornis och behandlas som monotypisk, det vill säga att den inte delas in i några underarter.

## Status
IUCN kategoriserar arten som starkt hotad.